# MSV Duisburg
Meidericher Spielverein 02 e. V. Duisburg ali na kratko MSV Duisburg je nemški nogometni klub iz mesta Duisburg. Ustanovljen je bil leta 1902 in aktualno igra v 2. Bundesligi.